# Olle Sääw
Johan Olov „Olle“ Sääw (* 26. Januar 1928; † 27. August 2015) war ein schwedischer Fußball- und Bandyspieler, der in den 1950er- und 1960er-Jahren für Örebro SK spielte. Örebro wurde während dieser Zeit fünfmal schwedischer Bandymeister.
Mit Orvar Bergmark spielte er im Fußball für Örebro zunächst in der zweiten Liga, 1960 stieg der Klub aber in die höchste Spielklasse, die Allsvenskan auf.
Im Bandy gab Sääw 1946 sein Debüt für Örebro. Er gehörte 1957 auch zur Nationalmannschaft Schwedens bei der ersten Weltmeisterschaft in Helsinki und erzielte im Spiel gegen die Sowjetunion (2:2) ein Tor. Nach der schwedischen Meisterschaft 1967 beendete er seine erfolgreiche Karriere, die ihn zu „Mr. Bandy“ machte.